# Gregoriana (czasopismo)
Gregoriana – organ archidiecezji Lwowskiej Obrządku Ormieńskiego wychodzący we Lwowie w latach 1935–1938.

## Historia
Gdy w 1934 roku „Posłaniec św. Grzegorza” miał problemy finansowe, ks. Kajetanowicz poprosił ks. Adama Bogdanowicza o pomoc. Ten zaproponował reorganizację poprzez wydanie nowego pisma z inną objętością, szatą graficzną i treścią. Pismo miało publikować dorobek naukowy, literacki i kaznodziejski abp. Teodorowicza i być przez niego finansowane.
Nazwa pisma nawiązywał do patrona archidiecezji św. Grzegorza Oświeciciela. Pismo w latach 1935–1937 wychodziło jako dwutygodnik, a od 1938 jako kwartalnik w nakładzie 2000 egzemplarzy. Otrzymało podtytuł Organ archidiecezji lwowskiej obrządku ormiańskiego. Dwumiesięcznik poświęcony zagadnieniom kultury religijnej i moralnej. Do końca 1937 roku adminstrację prowadziło Wydawnictwo Zakładu Narodowego im. Ossolińskich, a od 1938 roku objęła ją księgarnia Aleksandra Krawczyńskiego. Pismo pokrywało deficyt z subwencji arcybiskupa Teodorowicza. Dlatego po jego śmierci zawieszono przyjmowanie prenumeraty, a czytelników poinformowano, że „przyszłość naszego pisma stała się niepewną”. W 1938 roku wznowiono wydawanie „Posłańca św. Grzegorza”. Przez pewien czas ukazywały się w archidiecezji ormiańskiejdwa pisma. Na początku 1939 roku ukazał się 4 zeszyt„Gregoriany” z października–grudnia 1938 roku. Był to ostatni numer tego pisma. Łącznie ukazały się 22 numery pisma: 6 w latach 1935–1937 i 4 w 1938 roku. 

## Redakcja
Na stronie tytułowej pisma jako redaktor naczelny i odpowiedzialny był umieszczony Dionizy Kajetanowicz, a ks. Adam Bogdanowicz jako redaktor działu ogólnego. Do grona wspólpracowników należeli: Wanda Bogdanowicz, ks. prof. Szczepan Szydelski, inż. Marcin Maślanka, s. Barbara Żulińska CR, Józef Kiszmiszjan, ks. German Gawroński, Helena Skolimowska, Stanisław Donigiewicz, Kazimierz Marian Morawski, prof. Władysław Folkierski, dr Leszek Winowski, Stanisław Pigoń, o. Innocenty Maria Bocheński OP i inni.

## Prenumerata
W 1935 roku prenumerata roczna wynosiła 3,60 zł. Była niska i miała pokryć koszty wydawnictwa. Dla osób pragnących pomóc w rozwoju pisma wprowadzono prenumeratora wspierającego, który za prenumeratę płacił 10 złotych rocznie, a wpłacający jednorazowo 50 złotych jako prenumerator współzałożyciele miał prawo otrzymywać pismo dożywotnio (tylko dla osób fizycznych). W 1937 roku wzrosła do 4 złotych, a od 1938 do 4,50. Bezpłatnie czasopismo otrzymywały kurie diecezjalne w Polsce, inne instytucje kościelne, w tym seminaria duchowne musiały wykupić prenumeratę. 